# Hertigdömet Alba

Hertigdömet de Alba de Tormes vapensköld.

Hertigdömet Alba ligger i Salamanca i västra Spanien. Titeln Hertig av Alba de Tormes är en ärftlig spansk pärsvärdighet som kung Henrik IV av Kastilien 1465 gav greven Garcia Álvarez de Toledo när han lät göra regionen Alba de Tormes till hertigdöme. Än i dag, på 2000-talet, är den en av Spaniens främsta adelstitlar. 
Hertigdömet och det adliga Huset av Alba har under sina mer än 500 år bestått av tre högadliga familjer: den första Álvarez de Toledo som dog ut 1755, den andra Silva, som dog ut 1802 och den tredje och nuvarande som härrör från en oäkta son till kung Jakob II av England och har släktnamnet Fitz-James Stuart.
Några kända personer av Huset Alba är:
- Fernando Álvarez de Toledo Alba (1507-1582)
- María del Pilar Teresa Cayetana de Silva y Álvarez de Toledo (1762-1802)
- Cayetana Fitz-James Stuart (1926-2014)